# Metroid Prime Pinball
Metroid Prime Pinball es un videojuego de pinball ambientado en el universo Metroid para la consola portátil Nintendo DS. Concretamente, la historia, enemigos y objetos del juego están extraídos de Metroid Prime, el primer título de la serie Prime, que salió para la consola Nintendo GameCube. El juego ha sido desarrollado por Fuse Games, quienes también se ocuparon del Super Mario Ball para Game Boy Advance, y publicado por Nintendo. El juego llegó al mercado en octubre de 2005 en Estados Unidos, en diciembre del mismo año en Australia, en enero de 2006 en Japón y en junio de 2007 en Europa.
Con el juego se incluye el Rumble Pak de Nintendo DS, siendo este uno de los primeros juegos en hacer uso del mismo.

## Tablas
El juego principal consiste en seis tablas, que se basan sobre áreas de la prima de Metroid. El juego comienza con dos tablas disponibles para el juego. Las tablas de la Superficie de Tallon y La fragata pirata sirven como la fuente principal de los artefactos de Chozo, donde se conceden como premios para terminar objetivos. El acceso a dos más tablas se concede sobre activar todos los objetivos dentro de cualquier tabla. La terminación de estos objetivos no es necesaria moverse encendido. En las dos tablas siguientes, Phendrana y las minas de Phazon, el jugador adquiere una nueva capacidad en cada tabla, junto con la lucha de una criatura grande del jefe. Este jefe es la fuente de un artefacto. Un especial vale 50.000 puntos como un artefacto pero no cuenta hacia el total del artefacto. Doce artefactos se requieren para tener acceso al templo del artefacto. Esta tabla es única en que dan el jugador un multiball de 6 bolas y perder todas las bolas no detrae de las bolas adicionales del jugador. Para terminar esta tabla, una debe golpear doce diversas blancos dispersadas a través de la tabla, mientras que siendo bombardeado de antedicho por Meta-Ridley. Si todas las bolas son perdidas de cualquier manera, eliminando la tabla o destruidas por Meta-Ridley, la tabla termina inmediatamente. Mientras que un jugador no perderá los doce artefactos de los que él ha recogido, lo forzarán ir de nuevo a una diversa tabla y terminarla antes de no ser prohibido otra tentativa en el templo del artefacto. Sobre terminar el templo del artefacto, el acceso se concede a la tabla final, cráter del impacto, donde se lleva a cabo la capacidad final (bola de la fuerza). El único objetivo está derrotando el Metroid Prime. Una vez que se termine este objetivo, el juego comienza otra vez en mayor dificultad, todas las tablas están disponibles para el juego de la solo-tabla, y se abre el modo experto. Los primeros dos niveles contienen modos del juego que usted puede activar con varios métodos. Estos incluyen “Gunship Multiball,” “copia Multiball,” “Phazon Multiball,” “purgación del parásito,” “golpe de Burrower,” “Shriekbat Shootout,” “ráfaga del escarabajo,” “Manía de Metroid,” “frenesí de Phazon,” “pánico pirata espacial,” “terror de Triclops,” “salto de la pared,” y “prisa para arriba.”
- Datos: Q2553128